# Coll de Conglens
Coll de Conglens är ett bergspass i Spanien.   Det ligger i provinsen Província de Lleida och regionen Katalonien, i den nordöstra delen av landet, 500 km nordost om huvudstaden Madrid. Coll de Conglens ligger 2 105 meter över havet.
Terrängen runt Coll de Conglens är huvudsakligen bergig, men åt sydväst är den kuperad. Runt Coll de Conglens är det ganska glesbefolkat, med 36 invånare per kvadratkilometer. Närmaste större samhälle är La Seu d'Urgell, 16,1 km söder om Coll de Conglens. I omgivningarna runt Coll de Conglens växer i huvudsak blandskog.